# Larne

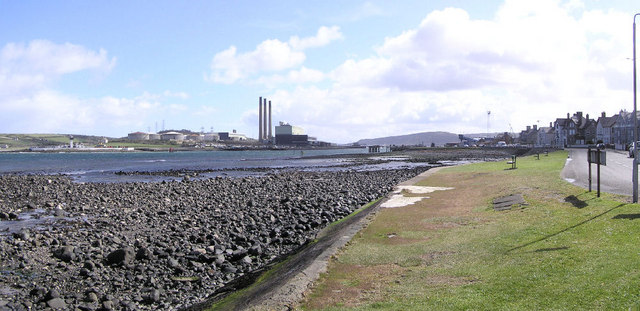
El port de Larne.

Larne (en irlandès Latharna, nom d'un territori gaèlic, en escocès de l'Ulster Lairne) és una ciutat costanera i industrial del Comtat d'Antrim, a Irlanda del Nord. Tenia una població de 18.228 habitants en el cens del 2001. S'ha usat com a port marítim durant almenys 1.000 anys.

## Geografia
Larne es troba al costat occidental d'un estret que uneix Larne Lough amb el mar. Al costat oriental de l'entrada hi ha una península anomenada Islandmagee. A l'oest de Larne hi ha l'antiga formació volcànica de l'altiplà d'Antrim. Larne està a 25 quilòmetres de la part continental d'Escòcia, amb impressionants vistes de la Canal del Nord cap a Mull of Kintyre, Rhins of Galloway, Islay i Paps of Jura sovint visibles des de la zona de Larne. A Scawt Hill, a Larne, va ser descoberta l'any 1929 la larnita, un mineral de la classe dels silicats que rep el nom de la localitat.
La ciutat es troba dins de la petita parròquia civil del mateix nom. Igual que la resta d'Irlanda, aquesta parròquia ha estat dividida en townlands, els noms en la seva majoria provenen de l'irlandès. La següent és una llista de townlands dins de l'àrea urbana de Larne, amb la seva probable etimologia:
- Antiville (d'an Tigh Bhile que vol dir "la casa del vell arbre")
- Ballyboley (de Baile Buaile que vol dir "llogaret del lloc làctic")
- Ballycraigy (de Baile Creige que vol dir "llogaret de l'aflorament rocós")
- Ballyloran (de Baile Loairn que vol dir "llogaret de Loarn")
- Blackcave North
- Blackcave South
- Curran and Drumaliss (de Córran que vol dir "creixent" and Druim a' Lios que vol dir "cresta del ringfort")
- Greenland
- Inver (d'Inbhear que vol dir "desembocadura")

## Demografia
En el cens del 2001 hi havia 18.228 persones vivint a Larne. D'aquestes:
- El 20,9% tenien menys de 16 anys i el 21,2% tenien més de 60 anys.
- El 48,2% de la població eren homes i el 51,8% eren dones.
- El 26,2% eren catòlics i el 70,7% eren protestants.
- El 4,3% de la gent entre 16 i 74 anys estaven aturats.

## Història
S'ha trobat restes d'artefactes de pedra anomanades del "larnià" que daten del Mesolític (6000 aC).
El nom irlandès més antic registrat pel Larne Lough era Loch Ollarbha o Inbhear nOllarbha (desembocadura de l'Ollarbha), dOllarbha. També es registra que l'emperador romà Server descriví en 204 com una galera d'esclaus romans amb destinació a Escòcia es va refugiar en un lloc que van anomenar Portus Saxa (el Port del menhir), potser Larne Lough. Els antics grecs també tenien coneixement de la costa d'Antrim i Ptolemeu, l'astrònom i geògraf del segle ii, fa referència a Islandmagee en un dels seus mapes.
En l'Edat Mitjana Lathar, filla d'Úgaine Mór (segons la llegenda, Gran Rei d'Irlanda i governant reputat de la major part de les Illes Britàniques), va rebre un petit territori del seu pare que s'estenia al llarg de la costa d'Antrim de Glenarm al riu Inver, territori anomenat Latharna. L'àrea de l'actual ciutat era coneguda com a Inbhear an Latharna ("desembocadura de Latharna") o en anglès Inver Larne o Inver. (El nom territorial de "Latharna" era aplicat només exclusivament a la localització de la ciutat actual en segles posteriors.)
L'àrea fou amenaçada pels vikings. Hi ha tombes de vikings a l'àrea de Larne i s'hi ha trobat espases del segle x. Se sap que els vikings establiren un temps una base a Larne i que el nom noruec pel Larne Lough era Ulfreksfjord (nom d'un rei noruec). Segons Snorri Sturluson Connor, rei d'Irlanda, derrotà els vikings d'Orkney a Ulfreksfjord en 1018. Això suggereix que alguns noms anglonormands de la zona, com Wulfrickford tenen origen noruec.
En antics registres anglonormands Larne Lough és pronunciat Wulvricheford, Wulfrickford, Wokingisfyrth, Wolderfirth, Wolverflete, Ulderfleet, Ulderfleete i Wulfricchford, així com Olderfleet. En el seu recull de topònims irlandesos P.W. Joyce afirma que és probable que el primer element d'"Olderfleet" és l'antic nom irlandès de Larne, Ollorbha, amb un segon element que és la corrupció de la paraula "fiord"
En el segle xiii la família Bissett va construir el castell d'Olderfleet a Curran Point. En 1315 Edward Bruce (germà de Robert the Bruce, rei d'Escòcia) desembarcà a Larne amb un fort exèrcit de 6.000 homes per conquerir el castell d'Olderfleet en l'inici de les guerres Bruce d'Irlanda (1315–1318).
En 1569 la reina Elisabet I d'Anglaterra nomenà Sir Moyses Hill governador del castell d'Olderfleet. Era vist com un punt estratègicament important en la conquesta de l'Ulster. Posteriorment la Unió de les Corones d'Escòcia, Anglaterra i Irlanda sota Jaume VI & I va portar molts colons a l'Ulster via Larne durant la colonització de l'Ulster. Inicialment l'àrea del comtat d'Antrim no formà part de la colonització però molts colons escocesos s'hi van establir privadament.
Durant el segle xviii molts irlandesos van emigrar a Amèrica pel port de Larne. A Curran Park hi ha un monument al Friends Goodwill, primer vaixell amb emigrants que va sortir de Larne el maig de 1717 cap a Boston (Nova Anglaterra). Les emigracions van durar tot el segle xviii i XIX, esperonats per la Gran Fam Irlandesa de 1848-1849.
En 1914 lleialistes oposats a Home Rule Act de 1914 es prepararen per a la resistència armada. En un episodi conegut com el tràfic d'armes de Larne es transportaren de nit armes i municions alemanyes al port de Larne i es distribuïren arreu de l'Ulster. Aquest fet marcà una fita en la consolidació de l'autodeterminació de l'unionisme ulsterià.
Durant el conflicte d'Irlanda del Nord hi hagué una significativa presència paramilitar a la ciutat, sobretot de l'Ulster Volunteer Force (UVF) i de l'Ulster Defence Association (UDA). La ciutat va sofrir una sèrie d'atacs amb bombes durant els disturbis, entre els quals destaquen un gran cotxe bomba a l'hotel King Arms en 1980 que va causar danys a les principals zones comercials, reivindicat per l'IRA Provisional. Els incidents que van involucrar víctimes mortals foren:
- 16 de setembre de 1972: Sinclair Johnston, membre de l'UVF, va ser assassinat per l'Exèrcit britànic durant els disturbis a la ciutat.
- 6 de febrer de 1975: la catòlica Colette Brown va ser trobada morta al costat de la carretera Killyglen per trets dels lleialistes.
- 20 de novembre de 1974: Kevin Regan va morir de les seves ferides rebudes en un atac d'UVF cinc dies abans al bar Maguires a Lower Cross Street
- 10 de setembre de 1975: Michael O'Toole, catòlic, va morir de les ferides sofertes per una bomba trampa col·locada al seu cotxe dos dies abans.
- 24 d'agost de 1980: Rodney McCormick, catòlic i membre de l'IRPS va ser mort a trets per la Ulster Defence Association (UDA) a Antiville.
- 11 de juliol de 2000: Andrew Cairns, membre de l'UVF va ser presumptament assassinat per membres de la seva pròpia organització en la celebració de l'onzena nit a Boyne Square.

## Agermanaments
- Clover